# Campeonato de Oceanía de Judo de 1975
El V Campeonato de Oceanía de Judo se celebró en Christchurch (Nueva Zelanda) entre el 12 y el 13 de abril de 1975 bajo la organización de la Unión de Judo de Oceanía.
En total se disputaron nueve pruebas diferentes, seis masculinas y tres femeninas.

## Resultados

### Masculino
| Evento            | Oro                           | Plata                       | Bronce                                                |
| ----------------- | ----------------------------- | --------------------------- | ----------------------------------------------------- |
| –63 kg            | Warren Richards Australia     | Robin Moffitt Australia     | M. Fulham Australia D. Williams Australia             |
| –70 kg            | P. Wakefield Australia        | Gary Manly Australia        | John Van Hoek Australia Jim Sheedy Australia          |
| –80 kg            | Rick Littlewood Nueva Zelanda | Andy Buchanan Australia     | Wil Williamski Australia Eric Onyon Nueva Zelanda     |
| –93 kg            | Alex Bijkerk Australia        | Barry Johnson Australia     | Joe Fisher Nueva Zelanda Barry Madden Nueva Zelanda   |
| +93 kg            | Lou Scholer Australia         | Hans van Duyn Nueva Zelanda | Dave Browne Nueva Zelanda Allan Lovell Nueva Zelanda  |
| Categoría abierta | Alex Bijkerk Australia        | Joe Fisher Nueva Zelanda    | Barry Johnson Australia Rick Littlewood Nueva Zelanda |

### Femenino
| Evento | Oro                            | Plata                           | Bronce                                  |
| ------ | ------------------------------ | ------------------------------- | --------------------------------------- |
| –57 kg | Christina-Ann Boyd Australia   | Janet Lambert Yarsley Australia | Judith Hansberry Australia              |
| –63 kg | Sandra Manderson Nueva Zelanda | Darlene Jones Australia         | S. Spence Australia                     |
| +63 kg | Michelle Shoveller Australia   | Elizabeth Crosbie Nueva Zelanda | Aria Ruwhiu Australia L. Gaff Australia |

## Medallero
| Núm. | País          | Oro | Plata | Bronce | Total |
| ---- | ------------- | --- | ----- | ------ | ----- |
| 1    | Australia     | 7   | 6     | 10     | 23    |
| 2    | Nueva Zelanda | 2   | 3     | 6      | 11    |
|      | TOTAL         | 9   | 9     | 16     | 34    |